# Tactical Air Navigation

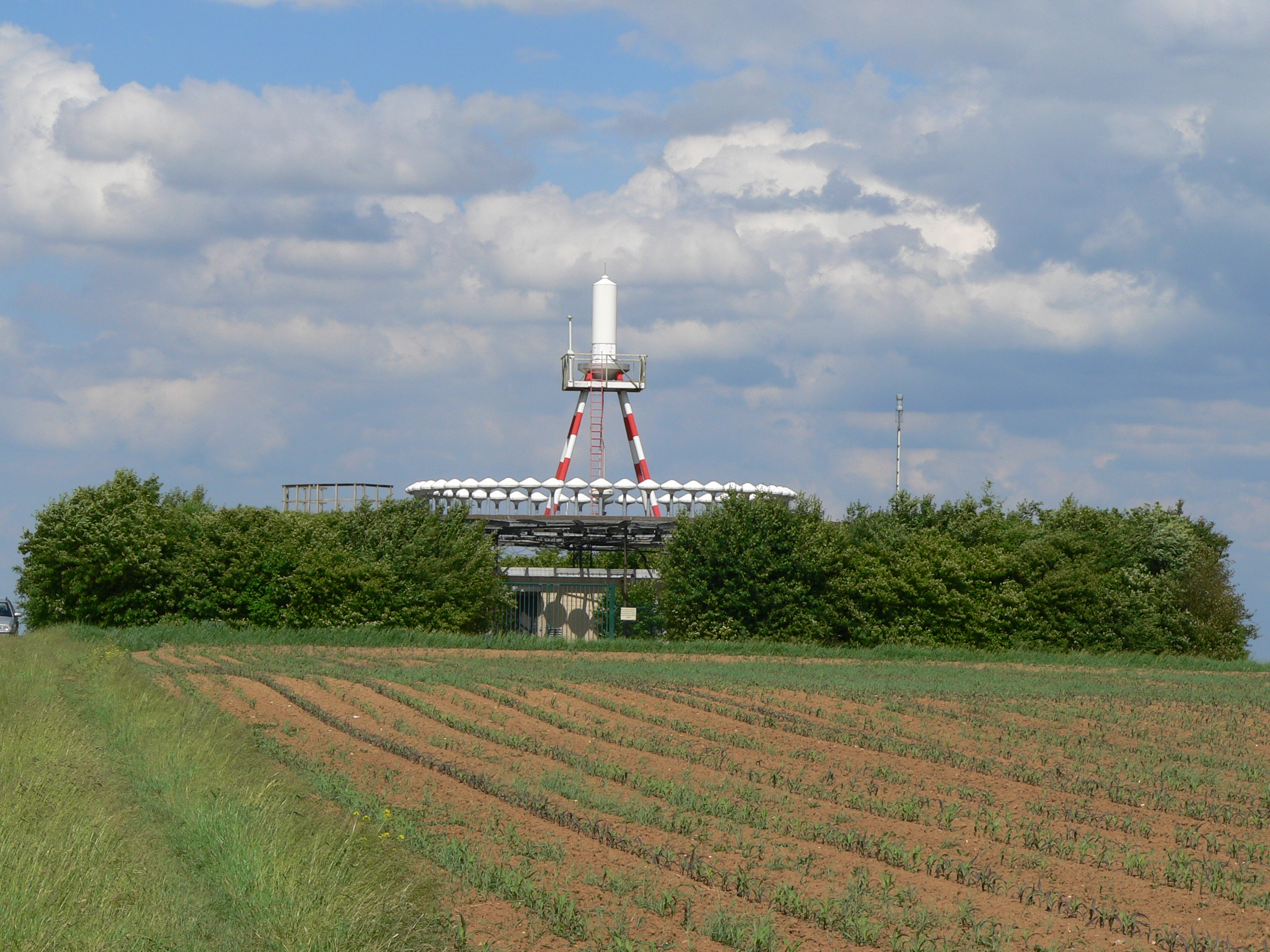
TACAN-Antenne auf Vierbein in der Mitte des Gegengewichts mit DVOR-Antennen, DVOR/TAC TGO (TANGO), zwischen Aichtal und Neckartailfingen (Deutschland)

International gültiges Symbol für TACAN auf einer Luftfahrtkarte

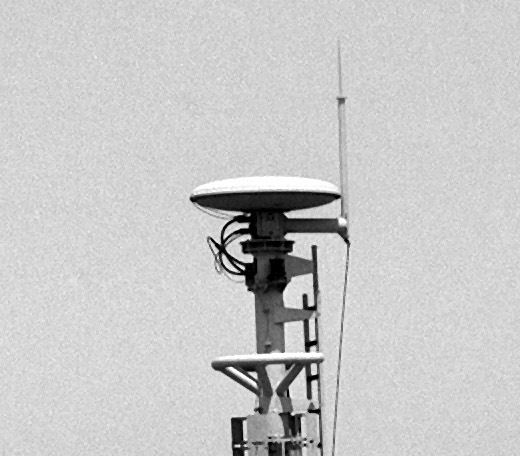
Antenne einer seegestützten TACAN-Anlage auf der USS Raleigh

Das Tactical Air Navigation System (Akronym: TACAN, TACtical Air Navigation, englisch für taktische Flugnavigation) ist ein militärisches Funkfeuer. Das TACAN-System besteht aus folgenden beiden Komponenten:
- eine Komponente für die Messung und Anzeige der Schrägentfernung (engl. Slant Range Distance) zwischen Flugzeug und TACAN-Boden-Transponder, die dem ICAO-Standard für DME (Distance-Measuring-Equipment) entspricht.
- eine Komponente, die zusätzlich dem Luftfahrzeugführer die Richtung, d. h. den Azimut-Winkel zu bzw. vom TACAN-Boden-Transponder anzeigt.

TACAN-Anlagen werden sowohl für Area Navigation (Flächennavigation) als auch für Nicht-Präzisions-Anflüge (engl. Non-Precision Approach) verwendet. Wenn die von TACAN-Interrogatoren und -Transpondern abgestrahlten Puls-Paare, abzüglich aller Verluste auf dem Ausbreitungsweg, erfolgreich in den Empfängern verarbeitet werden können, können Schrägentfernungs-Reichweiten von bis zu 399 Nautischen Meilen (NM) erreicht werden.
Die zivile Luftfahrt nutzt statt TACAN-Anlagen die Kombination einer VOR (engl. VHF Omnidirectional Radio Range) oder DVOR (Doppler-VOR) für die Bestimmung des Azimuts und ein DME/N (engl. Distance Measuring Equipment) oder TACAN für die Slant-Range-Entfernung. Bei gemeinsamer Nutzung von (D)VOR und DME/N an einem Standort wird diese Kombination als (D)VOR/DME bezeichnet. An Standorten, die für zivile als auch militärische Navigation wichtig sind, wird anstelle einer DME/N eine TACAN verwendet, wobei diese Kombination als (D)VOR/TAC bezeichnet wird.
TACAN sind bei der Messung der Slant-Range-Entfernung ein kooperatives System, d. h., ein TACAN-Interrogator (Abfrager) in einem Luftfahrzeug benötigt eine Transponder-Reply (Antwort) eines TACAN- oder DME/N-Transponders am Boden. Für Abfrage (engl. Interrogation) und Antwort (engl. Reply) werden Puls-Paare verwendet. Dabei entspricht der Abstand der Pulse einem Pulse-Code (PC). Dadurch können die Signale von unterschiedlichen Transpondern auf dem gleichen Kanal unterschieden werden. Dies erlaubt eine Nutzung des gleichen Kanals durch mehrere Anlagen, was den Frequenzbedarf verringert. 
Die Bestimmung der Azimut-Information ist passiv und erfordert keine Abfrage und erlaubt daher beliebig vielen Luftfahrzeugen eine Nutzung. Die Azimut-Information ist in einer Puls-Amplituden-Modulation (PAM) über alle ausgestrahlten Pulse-Paare enthalten.
TACAN-Transponder, die auf militärischen Schiffen eingesetzt werden um die Navigation z. B. Rückführung von Luftfahrzeugen zu ermöglichen, werden als Maritime-Mobile-TACAN (MM-TACAN) bezeichnet. Zum Ausgleich der Antennenbewegung durch vom Seegang verursachte Roll- und Neigungsbewegung des Schiffs können TACAN-Antennen eine Roll- und Pitch-Kompensation besitzen. S. 35 ff.
Als Air-to-Air-TACAN (A/A-TACAN) bezeichnet man die Nutzung von TACAN-Interrogatoren in einem A/A-Mode. Im A/A-Mode kann jeder TACAN-Interrogator wahlweise als A/A-TACAN-Transponder auf Abfragen von Interrogatoren von Luftfahrzeugen antworten oder A/A-TACAN abfragen. Die zusätzliche Ausstrahlung einer Grob-Azimut-Information (engl. Coarse Bearing) ist prinzipiell möglich, erfordert jedoch, dass das militärische Luftfahrzeug über eine für die Erzeugung notwendige Azimut-taugliche Bord-Antenne und über einen TACAN-Interrogator verfügt, der diese Antenne auch synchronisieren kann. Der A/A-TACAN-Modus kann z. B. für Station-Keeping innerhalb Flugzeug-Formationen oder für Luft-zu-Luft-Betankung (A/A-Refuelling) genutzt werden.

## Geschichte
Während des Zweiten Weltkrieges gab es sowohl auf deutscher als auch auf alliierter Seite erste Entwicklungen von Funkfeuern zur Navigation, die ein umlaufendes Signal zur Azimut-Bestimmung einsetzten. Als Basis für die Entwicklung des TACAN kann das britische Oboe-System angesehen werden.
Als Teil eines US-zivil/militärischen Programmes für Aeronautical Navigation Aids wurde unter anderem Slant Range Distance Measuring (englisch für Schräg-Entfernungs-Messung) als auch Azimut-Messung gefordert und entwickelt. 1949 wurde sowohl ein DME (Distance Measuring Equipment) als auch ein Drehfunkfeuer-System (VOR) von der U.S. CAA (Civil Aeronautics Administration) in Betrieb genommen, was von der International Civil Aviation Organisation (ICAO) im Jahr 1950 im Annex 10 der Chicago Convention standardisiert wurde. Zur Unterscheidung von dem derzeit von ICAO genutzten DME/N und DME/P Systemen als „DME(1950)“ referenziert.
Die Kombination von VOR und dem damaligen DME(1950) d. h. VOR/DME(1950) erfüllte nicht die geforderte Azimut-Genauigkeit für den Betrieb auf militärischen Schiffen (engl. Maritime Mobile, MM) aufgrund der 10 Mal größeren Wellenlängen von VOR im Vergleich zu DME(1950) und der Größe der damals verfügbaren VOR-Antennen. Als militärische Alternative wurde daher von den US-Teilstreitkräften verschiedene TACAN-Varianten entwickelt S. 35 ff., Nr.2.05 und in US MIL-STD- 291(SHIPS) am 1. Oktober 1956 standardisiert. Ab 1955 wurde TACAN für alle Teilstreitkräften der USA produziert und eingeführt. 60 ff
Der NATO wurden mit der Spezifikation SGM-263-54 am 22. März 1954 die technischen Informationen des TACAN-Systems (AN/ARN-21 – AN/URN-3) übergeben, um den damaligen NATO-Mitgliedsländern eine Planung und Beschaffung für die zukünftige Nutzung von TACAN zu ermöglichen.
Das TACAN-System sollte Rho-Theta-Navigation für die Azimut-Bestimmung von und zu einem TACAN-Transponder sowie die Slant-Range zu dem TACAN-Transponder für Flächennavigation (RNAV) und Non-Precision Approach-Anflügen für bis über 100 Flugzeugen in einer Slant-Range-Entfernung von 100 nautischen Meilen (185 km) auf 50 Kanälen bereitstellen. Diese Anforderung wurde später auf 200 NM (370 km) und 126 Kanäle erweitert S. 67 ff. und sollte damit mehr Kanäle als das von ICAO im Jahr 1950 standardisierte DME(1950) mit 100 Kanälen bieten.
Nicht berücksichtigt war jedoch, dass unabhängig von TACAN parallel das militärische Identification-Friend-Foe-System (IFF) und später das Secondary Surveillance Radar (SSR) auf 1030 MHz für Interrogation (Abfrage), sowie auf 1090 MHz für IFF- und später SSR-Replies festgelegt wurden. Daher war abzusehen, dass bei weltweiter Nutzung von IFF- und SSR die Kanäle, die um die Mittenfrequenzen 1030 MHz und 1090 MHz liegen, vor DME/N- und TACAN-Nutzung geschützt werden müssen. ICAO legte daher fest, dass 26 der 126 definierten x-Pulse-Code-Kanäle zum Schutz von SSR, nicht für DME verwendet werden soll, sobald SSR operativ genutzt wird. Da die Frequenzkoordinierung für TACAN in Europa durch ICAO-European Aeronautical Planning Group (EANPG) erfolgte, betraf dies auch TACAN. Es verblieben daher von 126 auch nur 100 x-Pulse-Code-Kanäle für die Nutzung.
Eine Erweiterung der bereits für DME standardisierten 126 x-Pulse-Code-Kanäle um zusätzliche 126 y-Pulse-Code-Kanäle wurde daher vorangetrieben. Der 63-MHz-Offset zwischen Interrogation- und Reply-Frequenzen wurde aber für den Bereich zwischen 1025 MHz und 1150 MHz festgelegt. Zum Schutz von SSR und IFF war es dadurch notwendig, 39 der spezifizierten 126y-Pulse-Code-Kanäle von der Nutzung auszuschließen, so dass effektiv nur 87 zusätzliche y-Pulse-Code-Kanäle zur Nutzung verblieben. Die Standardisierung durch ICAO erfolgte mit der Annex 10 Edition 7 im August 1963.

## Funktion
TACAN-Funkfeuer arbeiten im UHF-Frequenzbereich auf Mittenfrequenzen zwischen 962 und 1.213 MHz, unterteilt in jeweils 126 X- und Y-Pulse-Code Kanäle. Das Frequenzband ist von der ITU (International Telecommunication Union, dt. Internationale Fernmeldeunion) dem Flugnavigationsfunkdienst (engl. Aeronautical Radio Navigation Service, abgekürzt ARNS) weltweit auf primärer Basis zugewiesen. Dieses Frequenzband wird außerdem von, auf SSR Mode A, C, und S und ADS-B basierten Systemen mit den Mittenfrequenzen 1030 MHz und 1090 MHz genutzt.
Die Richtungsinformation wird beim TACAN stets auf magnetisch Nord bezogen (vergl. VOR-Drehfunkfeuer). Das TACAN-Anzeigeinstrument zeigt immer den rechtsdrehenden Winkel von Nord bis zur Verbindungslinie Bodenstation–Luftfahrzeug oder im Ait-to-Air-TACAN (A/A-TACAN), sofern ein A/A-TACAN Transponder im A/A-Mode ein Azimut-Signal abstrahlen kann, auf ein anderes Luftfahrzeug hin.
TACAN-Anlagen sind bei der Messung der Schrägentfernung (engl. Slant Range) ein kooperatives System, d. h. ein TACAN-Interrogator (Abfrager) in einem Luftfahrzug benötigt eine Transponder-Reply (Antwort) eines TACAN- oder DME/N-Transponders am Boden. Für Interrogation und Reply werden Puls-Paare verwendet, wobei der Puls-Abstand der Pulse eine Zuordnung zum verwendeten Pulse-Code (PC) und/oder Modus erlaubt, damit Frequenzen mehrfach genutzt werden können. Die Entfernungsmessung erfolgt durch Laufzeitmessung der Zeit zwischen Empfang eines Reply Pulse-Pairs (Antwort Puls Paar) einer Bodenstation, die mit 50 µs Verzögerung abgestrahlt wird, bezogen auf die Aussendung eines Interrogation Pulse-Pair (Abfragesignal Pulse Paar) des TACAN-Interrogators (Abfrager) in einem Luftfahrzeug. Diese Art der Zwei-Wege-Entfernungsmessung ist identisch mit dem beim DME, SSR und IFF angewandten Verfahren zur Entfernungsmessung (siehe Distance Measuring Equipment). Die vom TACAN-Transponder gelieferten Schrägentfernungen, sind die direkte Entfernung zwischen Luftfahrzeug und Bodenstation, bzw. im A/A-TACAN Mode zwischen den Luftfahrzeugen. Die Ermittlung der exakten Entfernung über Grund ist nur möglich, wenn die Höhe über Grund oder der Erhebungswinkel (Elevation) bekannt ist. Beim direkten Überflug über die Station wird die Flughöhe in Meilen angezeigt (6.076 Fuß = 1 NM). Das TACAN-System arbeitet bei quasioptischer Sicht, wobei der RLOS (Radio-Line-Of-Sight, dt. Radiohorizont, {\displaystyle R_{H}}) aber durch die Beugung des Signalwegs in der Atmosphäre durch die Terrestrische Refraktion ca. 15 % größer als der optische Horizont ist.
Der RLOS ist zwar die theoretisch maximal nutzbaren Reichweite zwischen einer Sende- und einer Empfangsantenne, die sich auf dem Boden und/oder in Luftfahrzeugen befinden, erfordern aber, dass der Transponder eine ausreichende große E.I.R.P. (engl. Equivalent Isotropic Radiated Power, dt. äquivalente isotrope Strahlungsleistung) in Richtung des Empfängers erzeugt. Nur durch eine ausreichende Strahlungsleistung kann sichergestellt werden, dass die empfangene Signalleistung, abzüglich aller Verluste über der Empfängerempfindlichkeit liegt, die für eine sichere Detektierung notwendig ist. Die Dämpfung des Signals entsteht außer durch den Ausbreitungsweg unter anderem durch Aufzipfelung des Antennendiagramms (Antenna Lobing) mit dem Erhebungswinkel (Elevation).

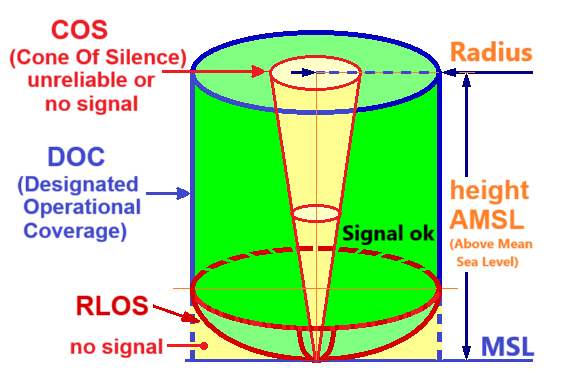
DOC (Designated Operational Coverage) die das von Luftfahrzeugen nutzbare Servicevolumen einer TACAN-Anlage definiert. Eine Nutzung unterhalb des RLOS (Radio Line Of Sight) ist wegen fehlenden Signal und oberhalb 40° Erhebungswinkel, wegen zu schwachen oder fehlenden Signalen nicht zulässig.

Das für die betriebliche Nutzung durch Luftfahrzeuge zur Verfügung stehende Volumen wird DOC (Designated Operational Coverage) genannt. Es wird im Luftfahrthandbuch (engl. Aeronautical Information Publication, AIP) des jeweiligen Landes veröffentlicht. Das DOC definiert in der Regel nur die maximale Höhe in Fuß (1 ft = 0,3048 m) sowie den Durchmesser in Nautischen Meilen (NM) eines Voluments, in dem das TACAN-Signal betrieblich genutzt werden kann. In Einzelfällen kann jedoch, wenn notwendig, Einschränkungen definiert werden wenn eine Ausbreitung durch Gelände Abschattung durch Gebirge nicht möglich ist, weitaus größere Reichweiten für Flugnavigationsanlagen an der Küste die transatlantische Nutzung abdecken, oder wenn für Anflüge nur ein kleiner Sektor benötigt wird. Die maximale vertikale Begrenzung berücksichtigt aber nicht, das unterhalb des Radio Line of Sight (RLOS) innerhalb kein, oder nur ein zu schwaches Signal erzeugt werden kann, und das TACAN oberhalb 40° Erhebungswinkel zwar teilweise ein Signal erzeugen, dies aber zu schwach ist oder nicht den für Azimut notwendigen Modulationsgrad der PAM erzeugt. Auch wenn TACAN-Bodenanlagen mit großer Strahlungsleistung (Äquivalente isotrope Strahlungsleistung, E.I.R.P.) Signale in weitaus größere Reichweite erzeugen, garantiert das veröffentlichte DOC, dass jedes Signal einer anderen TACAN- oder DME/N-Anlage, die den gleichem Pulse-Code auf dem gleichen Kanal nutzt, immer 8 dB schwächer ist als die operationell genutzte Anlage am Bordempfänger empfangen wird. Durch die Frequenz-Koordinierung in der Europäischen ICAO-Region sichergestellt.
Unter Anwendung der Antennenhöhe von Sende- bzw. Empfangsantenne {\displaystyle h} und {\displaystyle H} in Fuß (1 ft = 0,3048 m), beide bezogen auf die mittlere Meereshöhe (MSL = Mean Sea Level), kann mit der folgenden Formel der Radiohorizont (eng. Radio-Line-of-Sight, abgekürzt RLOS bzw. {\displaystyle R_{H}}) in Nautische Meilen (1 NM = 1852 m) näherungsweise berechnet werden:
{\displaystyle R_{H}[NM]=1,23({\sqrt {H}}+{\sqrt {h}})}
Bei Antennenhöhe H von 4 ft über MSL und h von 35.000 ft über MSL (entspricht annähernd Flugfläche 350) ist der RLOS 232,5 NM. Je nach Geländehöhe und der Antennenhöhe über Grund steigt der RLOS z. B. bei der TACAN Tango mit H von 1246 ft über MSL auf 273,5 NM an.
Während die Slant-Range-Entfernungsanzeigen alter TACAN-Bordgeräte auf 200 Nautische Meilen Reichweite limitiert waren S.60 ff können moderne TACAN- und DME/N-Anzeigegeräte Reichweiten von bis zu 399 NM und ggf. auch die Annäherungsgeschwindigkeit anzeigen. Die „Slant Range Distance“ die in Datenblättern von TACAN-Bordgeräten, sofern sie dem heutigen Stand der Technik entsprechen, spezifizieren eine max. Reichweite von max. um 399 NM. Dies ist in der Größenbegrenzung des für die Entfernungsinformation genutzten Datenwortes gemäß der ARINC-568-Spezifikation begründet, welches auch für TACAN für die Datenübertragung von Bord DME/N-, TACAN- und VOR-Geräten an Bord von Luftfahrzeugen verwendet wird.
Während die Richtungsinformation beliebig vielen Luftfahrzeugen gleichzeitig zur Verfügung steht, wurde definiert, dass ein TACAN-Transponder sicher auf Abfragen von mindestens 100 Luftfahrzeugen antworten können muss. Bei der Generierung der Pulse-Paar-Antworten haben die stärksten Pulse-Paar-Abfragen mit dem korrekten Pulse-Code Vorrang. Die definierte Kapazität wurde dabei wie in der ICAO-Definition dokumentiert so angenommen, dass Transponder nur eine Reply Efficiency (Anzahl der max. Antwort Puls Paare) auf 70 % der Abfragen bereitstellen müssen, sofern diese einen korrekten Pulse-Code besitzen Nr. 3.5.4.6. Dies basiert auf der Annahme, dass sich 5 % der Luftfahrzeuge im Search Mode (Vorgang, die Slant-Range-Entfernung zum Transponder zu etablieren) mit einer IRF (Interrogation Repetition Frequency) von max. 150 PP/s (Interrogation Pulse-Pairs per second, dt. Abfrage Pulse-Paaren) befinden, während 95 % der Luftfahrzeuge sich im Track Mode befinden und eine max. IRF von 30 PP/s nutzen Nr. 3.5.3.4.1. Neuere TACAN-Transponder sind von Herstellern für Antworten auf bis zu mindestens 200 Luftfahrzeuge spezifiziert. Da dem Stand der Technik entsprechende DME/N- und TACAN-Interrogatoren in der Regel weitaus geringere IRF von ca. 95 PP/s im Search- und ca. 25 PP/s im Track-Mode benötigen/nutzen kann die Kapazität entsprechend höher sein.

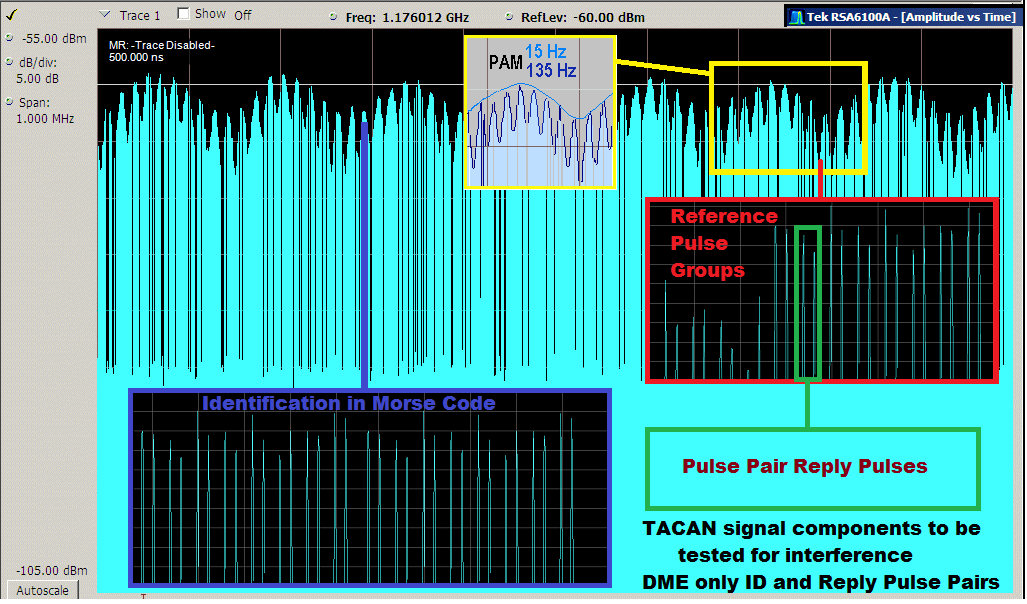
Gemessene TACAN Pulse Amplituden Modulation (PAM), 15 Hz und 135 Hz über alle ausgesandten TACAN Pulse-Paare (Squitter-, Reply-, Id-, MRPG-, ARPG) des VOR/TAC Frankfurt-Transponders. Die PAM ist nur im Fernfeld der Antenne empfangbar, nicht jedoch am Sender-Ausgang messbar.

Anders als bei DME/N-Interrogatoren kann jeder TACAN-Interrogator bei Nutzung des A/A-TACAN Modes auch die Slant-Range-Entfernung zu einem anderen A/A-TACAN Interrogator messen, wenn dieser als A/A-TACAN-Transponder auf dem gleichen Kanal und mit dem gleichen Pulse-Code (PC, dt. Pulse-Code) betrieben wird. Hierbei ist die Kapazität im A/A-Mode Mode durch den max. Duty-Cycle (dt. tast-Verhältnis) des Senders auf wenige Luftfahrzeuge beschränkt. Die Genauigkeit der Slant-Range-Entfernung ist bei A/A-TACAN-Transpondern kleiner als bei Nutzung von TACAN- oder DME/N-Transpondern am Boden, da ein als A/A-TACAN verwendeter TACAN-Interrogator nicht den gleichen Anforderungen bezüglich der Toleranzen und Fehler wie ein Transponder am Boden unterliegt.
Bei Air-To-Air TACAN-Anlagen (A/A-TACAN) wird eine Richtungsinformation (Bearing), wenn überhaupt, nur von wenigen Luftfahrzeugen abgestrahlt. Für die zusätzliche Ausstrahlung eines 15 Hz Grob-Richtungsinformation (Coarse-Bearing), muss ein militärisches Luftfahrzeug eine für die Erzeugung notwendige Azimut taugliche Bord-Antenne, (z. B. YN112) und über einen TACAN-Interrogator verfügen, der diese Antenne auch synchronisieren kann, (z. B. ARN-84). Bisher werden von A/A-TACAN Transpondern nur Coarse-Bearing (15-Hz) abgestrahlt, z. B. für Luftbetankung (Air-to-Air Refuelling).
Die System-Genauigkeit und zulässigen Fehler für die Slant-Range-Entfernungsmessung und die Azimut-Messung im A/A-TACAN Mode sind nicht in militärischen Standards spezifiziert. Nur ICAO spezifiziert in Slant-Range-Entfernungsgenauigkeit (siehe Distance Measuring Equipment) für die Nutzung mit DME/N- und ICAO-Anforderungen entsprechenden TACAN-Transponder am Boden. Der maximal zulässige Messfehler der gemessenen Slant-Range-Entfernung für DME/N-Interrogator ist derzeit begrenzt auf ±0,17 NM Nr. 3.5.5.4.1, sowie bei DME/N-Transponder auf ±500 ftNr. 3.5.5.4.1. (Gründe für Messfehler sind z. B. Pulse Rise Time-Toleranzen, Reply Delay Jitter, Amplitude Variation oder Speed Based Error). Der Beitrag zum gesamten Systemfehler einer TACAN- bzw. DME/N-Anlage durch die Kombination der Signalfehler im TACAN bzw. DME/N-Transponder, Transponder-Koordinatenfehler, Ausbreitungseffekte und zufällige Puls-Störungen darf ±0,183 NM plus 1,25 % der gemessenen Entfernung nicht überschreiten Nr. 3.5.4.5.1.1. (Der U.S.-VORTAC-Standard verlangte 1980 nur einen Systemfehler von 0,5 nmi (926 m) oder ±3 % der Slant-Range-Entfernung Nr. 89. Für den A/A-TACAN-Interrogator ARN-84 wurde eine Azimut-Genauigkeit von max. ±5° gefordert).

## Signal und Modulation
TACAN-Interrogatoren senden nur Puls-Paare zur Abfrage der TACAN- und DME/N-Transponder aus. Der Pulse-Code wird bei Interrogatoren und Transpondern über die Pulsform und den Abstand der Pulse eines Puls-Paares bezogen auf die steigende Flanke des ersten Pulses eines Puls-Paars definiert. Während der Puls-Abstand im x-Pulse-Code für Interrogatoren und Transponder 12 µs beträgt, wird im y-Pulse Code ein Abstand von 36 µs für die Interrogation und 30 µs für die Reply verwendet.
Ein TACAN-Transponder sendet mindestens 3600 PP/s (Puls-Pairs/second, dt. Pulse-Paare/s) aus. Diese werden in folgende Kategorien unterteilt:
- Referenz-Pulsgruppen, die zur Dekodierung der in der PAM (Pulse Amplitude Modulation) enthaltenen Grob- und Fein-Azimut-Information benötigt werden. Dies sind Main-Reference-Pulse-Group (MRPG) bei Norddurchgang zur Dekodierung des 15 Hz Signals und Auxilary Referenz-Puls-Groups (ARPG) für die Dekodierung des 135 Hz Signals.
- Identification-Pulse-Paare, um die Dekodierung der 1350 Hz Töne zur Identifikation der Transponder im Morsecode[21] die als Punkte und Striche alle 30 s bis 40 s ausgesendet werden zu ermöglichen. Der 1350-Hz-Ton wird vom Transponder nicht als Ton ausgestrahlt, sondern wird im Empfänger von DME- oder TACAN-Interrogatoren aus den folgenden, vom Transponder regelmäßig alle 30 s bis 40 s ausgesandten ID-Pulsgruppen durch Filterung mit einem Tiefpass gewonnen:
- Reply-Pulse-Paare, die auf Abfragen von Luftfahrzeugen die den korrekten Pulse-Code verwenden, ausgesendet werden
- Equilizing-Pulse-Pairs, die optional nach Reply-Pulse-Paaren ausgesandt werden, um eine gleichmäßige Auslastung der Senderenstufe zu gewährleisten
- Squitter-Pulse-Paare, die zufällig ausgesandt werden, um eine gleichmäßige Auslastung der Senderenstufe zu gewährleisten

Bei einem TACAN-Transponder wird zusätzlich eine 15-Hz-PAM und eine 135-Hz-PAM über alle angestrahlten Pulse-Paare aufmoduliert. Die 15 Hz PAM liefert nach Dekodierung den Coarse-Azimuth (Grobinformation), bzw. den Bezug auf magnetisch Nord, durch die erst die Dekodierung der in der 135 Hz PAM enthaltenen Fine-Azimuth der Richtung zur Station bezogen auf magnetisch Nord möglich ist.
Die PAM ist nicht am Sender-Ausgang messbar, sondern entsteht erst im Fernfeld durch Modulation der Puls-Paare mit dem Antennendiagramm einer mechanisch (mscan) oder elektronisch (escan) um 360° rotierenden TACAN-Antenne. Der Modulationsindex der PAM variiert mit dem Elevationswinkel eines Luftfahrzeuges bezogen auf die Antenne eines TACAN Transponders.
Zur Demodulation der in der 15 Hz PAM und 135 Hz PAM enthaltenen Azimutinformation wird alle 360° eine MRPG (engl. Main Reference Pulse Group) S. 3.5 ausgesendet, wenn das Drehfunkfeuer Richtung Osten zeigt. Alle 40 Grad wird eine ARPG (engl. Auxiliary Reference Pulse Group) S. 3.6 ausgesendet. Die MRPG sind für die Dekodierung der Azimutinformation notwendig, da ohne die MRPG als Startpunkt die 135 Hz PAM mehrdeutig wäre, da sie die Winkelmessung zum nächsten positiven Nulldurchgang der 15-Hz-Schwingung markiert. Somit ergibt sich beispielsweise bei einem MRPG-Impuls bei 180° zum nächsten positiven Nulldurchgang der Sinusschwingung 15 Hz (360°) ein Winkel von 180°, also liegt die Station in Richtung Süden. Bei MRPG 90°(neg.) = Winkel 90° zum nächsten pos. Nulldurchgang, d. h. die Station liegt Richtung Osten. Bei MRPG 90°(pos.), identisch mit einem Azimutwinkel von 270° zum nächsten pos. Nulldurchgang, d. h. die Station befindet sich in Richtung Westen. Bei MRPG 0° d. h. bei einem Azimutwinkel von 0° d. h. die Station liegt im Norden.
Die Genauigkeit der Azimut-Messung bei Nutzung von Boden-Transponder wird nicht in militärischen Standards spezifiziert, jedoch im U.S. VOR/TAC Standard AC-00-31 Nr. 2.3.c. Der nominale Gesamtfehler für das TACAN-System wird mit ±3,5 % bei 95 % Wahrscheinlichkeit spezifiziert Nr. 2.3.c. Der Fehler durch die Verarbeitung und damals analogen Anzeige der empfangenen Signale im Luftfahrzeug bei 95 % Wahrscheinlichkeit darf ±3° für alle Bearings nicht überschreiten S. 192.

## Frequenzzuweisung, Kanäle und Puls-Code
TACAN- und DME-Transponder die für zivile und militärische Flugsicherung genutzt werden arbeiten auf Mittenfrequenzen zwischen 962 und 1. 213 MHz (unterteilt in 126 x- und 126 y-Kanäle), das von der Internationalen Fernmeldeunion (ITU) dem Flugnavigationsfunkdienst (engl. Aeronautical Radio Navigation Service, abgekürzt ARNS) weltweit auf primärer Basis zugewiesen ist. Bei TACAN-Transpondern, die die ICAO-Vorgaben in ICAO Annex 10 Vol.I erfüllen gelten alle die nachfolgend für DME aufgeführten Vorgaben, transportable, A/A- und MM-TACAN werden gesondert beschrieben.
Dieses Frequenzband wird außerdem von, auf SSR Mode A, Mode C, Mode S und ADS-B basierten Systemen mit den Mittenfrequenzen 1030 MHz und 1090 MHz genutzt. DME-Kanäle die im Bereich um die von SSR Modes A, C und S-basierten Systemen, z. B. Multilaterations-Systemen (MLAT) und ADS-B, genutzten Mittenfrequenzen von 1030 MHz und 1090 MHz liegen, sind von der ICAO zum Schutz von SSR Modes A, C und S basierten Systemen von der Nutzung ausgeschlossen. Die Mittenfrequenzen der DME-Kanäle, sind nach Nutzung am Boden- und in Luftfahrzeug getrennt in der Abbildung zu sehen (Spezifikation der nicht genutzten w- und z-Pulse-Code-Kanäle siehe Table A).
Anmerkung: Der Frequenzbereich 960 MHz bis 1.164 MHz ist zusätzlich auf koprimärer Basis dem mobilen Flugfunkdienst (R) (engl. Aeronautical Mobile (Route) Service, AM(R)S) zugewiesen. Dies erlaubt die Nutzung dieses Frequenzbereiches für künftige Kommunikationssysteme der Luftfahrt, sofern diese kompatibel mit der bisherigen Nutzung sind. Derzeit (2025) befindet sich LDACS (engl. L-band Digital Aeronautical Communications System) bei ICAO in der Standardisierung.
Der Frequenzbereich 1.164 MHz bis 1.215 MHz ist zusätzlich auf ko-primärer Basis dem Flugnavigationsfunkdienst über Satelliten (englisch Radio Navigation Satellite Service, RNSS). Die RNSS-Zuweisung erlaubt die Nutzung des Frequenzbereichs für den Empfang von Satellitennavigationssystemen die zusätzlich Signale in diesem Band aussenden, wie GPS L5, Glonass, GALILEO E5a/E5b und Beidou.
Ein DME-Kanal besteht aus jeweils einer Interrogations- und einer Reply-Frequenz, die bei allen DME-Kanälen einen Frequenzabstand von 63 MHz besitzen. Die Reply-Frequenz kann je nach Kanal und Puls-Code ober- oder unterhalb der Interrogations-Frequenz liegen. Table A Zum Beispiel nutzt Kanal 18x eine Interrogations-Frequenz von 1041 MHz, gepaart mit einer Reply-Frequenz auf 978 MHz.

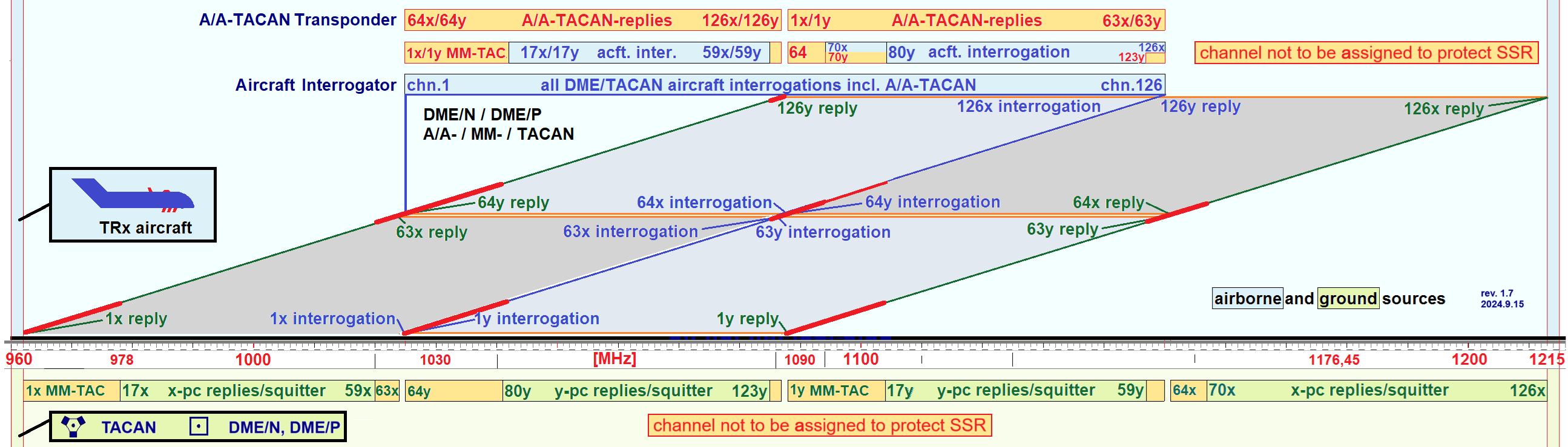
x- und y-Puls-Code DME/N-, TACAN-Kanäle (inkl. für Air-to-Air-TACAN, A/A- und Maritime Mobile-TACAN) und deren Interrogations- sowie Reply-Frequenz-Paarung

Bei DME und TACAN ist der Pulse-Code definiert als der Abstand zwischen den Doppel-Pulsen die für Interrogation und Reply genutzt werden. Der Abstand in Mikrosekunden (µs) wird bezogen auf die 50 % Amplitudenpunkte der ansteigenden Puls-Flanken. Während für den x-Pulse-Code jeweils ein Puls-Paar-Abstand von 12 µs für Interrogation und Reply definiert ist, unterscheiden sich bei y-Pulse-Codes der Puls-Paar-Abstand zwischen Interrogation und Reply. Anders als bei DME/P ist für TACAN wurde weder der w- noch der z-Pulse-Code für eine Nutzung in den Standards definiert. DME/P antworten auf x- und y-Pulse-Code Abfragen durch DME/N- und TACAN-Interrogatoren mit dem für DME definierten Puls-Code siehe. Table A
Alle von der ICAO betrieblich durch DME und TACAN genutzten Kanäle sind mit einem ILS-, MLS- und/oder (D)VOR-Frequenz frequenzgepaart, damit der Luftfahrzeugführer zu deren Einwahl nicht zusätzlich den DME-Kanal und den genutzten Puls-Code einwählen muss. Dies hat aber auch den Nachteil, dass bei Standalone ILS-, (D)VOR-, DME- oder TACAN-Anlagen auch andere Flugsicherungsnavigationsanlagen innerhalb des Radio Horizonts empfangen und deren Daten angezeigt werden, obwohl nur ein Standalone DME empfangen werden soll. Wenn z. B. ein Standalone DME, das für An- und Abflüge eine Begrenzung des DOC auf 25 NM/FL100 besitzt, doch von einem Luftfahrzeug in FL500 genutzt werden, ist der Radiohorizont mehr als doppelt so groß, wie in FL100. Daher können prinzipiell auch andere ILS oder (D)VOR, die mit einem kleinen DOC von z. B. 25 NM/FL100 auf der gepaarten Frequenz innerhalb des Radiohorizonts senden, empfangen werden. In diesem Fall wird die Slant-Range Entfernung vom gewünschten DME angezeigt, während der Azimut einer hierzu nicht frequenzgepaarten (D)VOR/DME-Anlage nicht zu dem Azimut einer (D)VOR-Anlage entspricht, die eine frequenzgepaarte (D)VOR-Anlage am Standort des DME aussenden würde. In diesem Falle wird dem Luftfahrzeugführer ein Alarm ausgegeben.
Bei w- und z-Pulse-Code-Kanälen existiert keine Frequenzpaarung zu ILS- oder (D)VOR-Flugnavigationsfunkanlagen, sondern nur zu MLS-Kanälen, die von MLS genutzt werden. Die Einwahl erfolgt bei w- und z-Pulse-Code-Kanälen daher über das Bediengerät des MLS-Empfängers, sofern militärische Luftfahrzeuge noch mit einem MLS-Empfänger ausgerüstet sind. Eine Ausnahme bilden die 40 DME-Kanäle, die mit ILS eine dreifache Frequenzpaarung, d. h. eine ILS-MLS-DME-Triple-Paarung, besitzen.

## Frequenzverfügbarkeit
Als Ersatz von DME/N durch zivile und militärische Nutzungen oder für Flugsicherungszwecke wird die Frequenzverfügbarkeit durch die nationale Frequenzverwaltung erklärt. Für die rein taktische Nutzung z. B. als A/A-TACAN (Air-to-Air-Nutzung) oder MM-TACAN (Maritime-Mobile-Nutzung auf Seefahrzeugen) wurde für TACAN die Frequenzverfügbarkeit nur in manchen Staaten mit Einschränkungen erklärt. Dies erklärt sich damit, dass die für MM-TACAN genutzten Kanäle zu den von ICAO nicht zur Nutzung freigegebenen Kanäle um die für SSR auf Mode ACS basierten Systeme zu schützen. Diese arbeiten um die 1030 MHz Interrogation (Abfrage) und 1090 MHz Reply (Antwort) und ADS-B (Automatic Dependent Surveillance – Broadcast) Frequenzen. So ist im deutschen Luftraum weder der luftgestützte Einsatz (A/A-TACAN), noch der Einsatz auf Seefahrzeugen (MM-TACAN) in den deutschen Hoheitsgewässern gestattet.

## TACAN-Stationen in Europa
Die Frequenzkanäle sind für die betreffenden TACAN-Standorte europaweit koordiniert und zugeteilt.

### Belgien und Luxemburg
Informationen überprüft und gültig am 18. Oktober 2024:
| Stationsname        | Kennung | Kanal | Koordinaten            | DME antenna ELEV | Referenz |
| ------------------- | ------- | ----- | ---------------------- | ---------------- | -------- |
| Beauvechain TACAN   | BBE     | 107X  | 50°45'25"N 004°46'07"E | 300 ft AMSL      | [ 24 ]   |
| Kleine-Brogel TACAN | BBL     | 33X   | 51°10'03"N 005°27'51"E | 200 ft AMSL      | [ 24 ]   |
| Chièvres TACAN      | CIV     | 79X   | 50°34'20"N 003°49'18"E | 200 ft AMSL      | [ 24 ]   |
| Florennes TACAN     | BFS     | 52X   | 50°14'29"N 004°39'12"E | 1000 ft AMSL     | [ 24 ]   |
| Koksy VOR/TAC       | KOK     | 92X   | 51°05'57"N 002°39'20"E | 0 ft AMSL        | [ 24 ]   |

### Dänemark
Informationen überprüft und gültig am 18. Oktober 2024:
| Stationsname     | Kennung | Kanal | Koordinaten                  | El. (ft)     | Referenz |
| ---------------- | ------- | ----- | ---------------------------- | ------------ | -------- |
| Aalborg TACAN    | AAL     | 114X  | 57°06'14.16"N 009°59'34.qq"E | 56,8 ft MSL  | [ 25 ]   |
| Karup TACAN      | KAR     | 37X   | 56°17'48.03"N 09°00'31.95" E | 172,8 ft MSL | [ 25 ]   |
| Rønne            | ROE     | 57X   | 55°03'42.73"N 014°45'21.07"E | 78.6 ft MSL  | [ 25 ]   |
| Skrydstrup TACAN | SKR     | 41X   | 55°13'44.18"N 009°12'50.61"E | 138,4 ft MSL | [ 25 ]   |

### Deutschland
Informationen überprüft und gültig am 18. Oktober 2024:
| Stationsname        | Kennung | Kanal | Koordinaten                 | Elevation Antenna MSL | Referenz |
| ------------------- | ------- | ----- | --------------------------- | --------------------- | -------- |
| Ansbach TACAN       | ANS     |       |                             |                       | ?        |
| Buechel TACAN       | BUE     | 118X  | 50°10.7238'N 007°04.1687'E  | 1618 ft               | [ 26 ]   |
| Geilenkirchen TACAN | GIX     | 108Y  | 50°57.8004′N 006°02.7113′E  | 326 ft                | [ 26 ]   |
| Grafenwoehr TACAN   | GRF     |       |                             |                       | ?        |
| Hohn TACAN          | HNT     | 100X  | 54°18.6495′′N 009°32.3239′E | 79 ft                 | [ 26 ]   |
| Holzdorf TACAN      | HOZ     | 119Y  | 51°46.0031′N 013°11.9373′E  | 309 ft                | [ 26 ]   |
| Ingolstadt TACAN    | IGL     | 51X   | 48°43.0825′N 011°34.1803′E  | 1237 ft               | [ 26 ]   |
| Laage TACAN         | LAG     | 19Y   | 53°55.1917′N 012°17.1851′E  | 190 ft                | [ 26 ]   |
| Lechfeld TACAN      | LCH     | 25X   | 48°11.4258′N 010°51.5395′E  | 1841 ft               | [ 26 ]   |
| Neuburg TACAN       | NEU     | 26X   | 48°42.7516′N 011°12.6581′E  | 1297 ft               | [ 26 ]   |
| Nordholz TACAN      | NDO     | 118X  | 53°46.1389′N 008°39.2131′E  | 120 ft                | [ 26 ]   |
| Osnabrück TACAN     | OSB     | 20Y   | 52°12.0082′N 008°17.1312′E  | 417 ft                | [ 26 ]   |
| Ramstein TACAN      | RMS     | 81X   | 49°26.0840′N 007°35.1392′E  | 805 ft                | ?        |
| Schleswig TACAN     | SWG     | 55X   | 54°27.8132′N 009°30.9936′E  | 154 ft                | [ 26 ]   |
| Spangdahlem TACAN   | SPA     | 032X  | 49°58'44" N 006°41'52" E    |                       | ?        |
| Tango TACAN         | TGO     | 72X   | 48°37.1045′N 009°15.5526′E  | 1246 ft               | [ 26 ]   |
| Wiesbaden TACAN     | WIB     |       |                             |                       | ?        |
| Wittmund TACAN      | WTM     | 82X   | 53°33.2600′N 007°43.5067′E  | 61 ft                 | [ 26 ]   |
| Wunstorf TACAN      | WUN     | 95Y   | 52°27.2913′N 009°25.7630′E  | 198 ft                | [ 26 ]   |

VORTAC-Anlagen der Deutschen Flugsicherung, Informationen überprüft und gültig im 18. Oktober 2024
| Stationsname      | Kennung | Kanal | Koordinaten                    | Elevation Antenna MSL | Referenz |
| ----------------- | ------- | ----- | ------------------------------ | --------------------- | -------- |
| Frankfurt VORTAC  | FFM     | 89x   | 50°03'13.47" N 008°38'13.53" E | 491 ft                | [ 27 ]   |
| Noervenich VORTAC | NVO     | 109x  | 50°49'21.63" N 006°38'11.52" E | 430 ft                | [ 27 ]   |

### Großbritannien
| Stationsname        | Kennung | Kanal | Koordinaten                | Stationshöhe |
| ------------------- | ------- | ----- | -------------------------- | ------------ |
| Benson TACAN        | BSO     | 37X   | 51°36,8787′N 001°05,9588′W | 226 ft MSL   |
| Boscombe Down TACAN | BDN     | 19X   | 51°08,9282′N 001°45,1591′W | 430 ft MSL   |
| Brize Norton TACAN  | BZN     | 56X   | 51°44,8918′N 001°36,2102′W | 331 ft MSL   |
| Conningsby TACAN    | CGY     | 48X   | 53°05,4625′N 000°10,1368′W | 24 ft MSL    |
| Cranwell TACAN      | CWZ     | 121X  | 53°01,7202′N 000°29,1315′W | 218 ft MSL   |
| Fairford TACAN      | FFA     | 81X   | 51°40,9010′N 001°47,8570′W | 299 ft MSL   |
| Lakenheath TACAN    | LKH     | 39X   | 52°24,3900′N 000°32,8800′E | 91 ft MSL    |
| Leeming TACAN       | LEE     | 73X   | 54°17,8245′N 001°32,2122′W | -            |
| Leuchars TACAN      | LUK     | 42X   | 56°22,3690′N 002°51,8198′W | 72 ft MSL    |
| Lossiemouth TACAN   | LSM     | 50X   | 57°42,6267′N 003°19,6463′W | 42 ft MSL    |
| Marham TACAN        | MAM     | 24X   | 52°38,8193′N 000°33,6553′E | -            |
| Mildenhall TACAN    | MLD     | 106X  | 52°21,8000′N 000°29,3000′E | 63 ft MSL    |
| Odiham TACAN        | ODH     | 33X   | 51°13,9745′N 000°56,9087′W | 410 ft MSL   |
| Valley TACAN        | VYL     | 21X   | 53°14,9400′N 004°32,6600′W | 46 ft MSL    |
| Waddington TACAN    | WAD     | 118X  | 53°09,9215′N 000°31,6027′W | 231 ft MSL   |
| Warton TACAN        | WTN     | 79X   | 53°44,5048′N 002°53,1093′W | 108 ft MSL   |
| Wattisham TACAN     | WTZ     | 30X   | 52°07,3160′N 000°56,4283′E | -            |
| Wittering TACAN     | WIT     | 123X  | 52°36,4743′N 000°29,9237′W | 295 ft MSL   |
| Yeovilton TACAN     | VLN     | 47X   | 51°00,3007′N 002°38,3243′W | 113 ft MSL   |

### Niederlande
Informationen überprüft und gültig am 18. Oktober 2024:
| Stationsname      | Kennung | Kanal | Koordinaten                  | Stationshöhe | Referenz             |
| ----------------- | ------- | ----- | ---------------------------- | ------------ | -------------------- |
| Deelen TACAN      | DLN     | 59X   | 52°03′26.45″N 005°52′21.47″E |              | [ 28 ] [ 29 ]        |
| Eindhoven TACAN   | EHV     | 119X  | 51°26'53.39"N 005°22'29.78"E | 100 ft MSL   | [ 28 ] [ 29 ] [ 30 ] |
| Gilze-Rijen TACAN | GZR     | 111X  | 51°33′57.73″N 004°56′00.68″E |              | [ 28 ] [ 29 ]        |
| Leeuwarden TACAN  | LWD     | 94X   | 53°13′25.08″N 005°45′06.64″E |              | [ 28 ] [ 29 ]        |
| Volkel TACAN      | VKL     | 20X   | 51°39′19.55″N 005°42′25.12″E |              | [ 28 ] [ 29 ]        |
| Woensdrecht       | WDT     | 97X   | 51°26′50.64″N 004°20′38.13″E |              | [ 28 ] [ 29 ]        |

### Schweiz
In der Schweiz gibt es keine TACAN-Stationen.

### Österreich
In Österreich gibt es keine TACAN-Stationen.

## Standards
Für die Messung der Schräg-Entfernung (Slant Range) zwischen TACAN-Interrogatoren in Luftfahrzeugen und TACAN-Transpondern werden von Herstellern die Standards in ICAO Annex 10 Volume I Nr.3.5 für DME/N erfüllt, um die Nutzung von TACAN als DME/N-Ersatz für den zivilen Luftverkehr zu ermöglichen. Für die Slant-Range-Entfernungsmessung zu TACAN-Transpondern gelten die in ICAO Annex 10 Volume I für DME/N gemachten Vorgaben.
In den USA gelten zusätzlich die im Advisory Circular AC-00-31(A) gemachten Vorgaben der amerikanischen Federal Aviation Administration, die in (FAA), U.S. FAA AC-00-31 und in der aktuell gültigen Version U.S. FAA AC-00-31A. dokumentiert sind.
Für die Flugvermessung in den USA gilt das U.S. Standard Flight Inspection Manual, das als ein Dokument mit einer Referenz als Department of the Army Technical Manual als TM 95-225, als Department of the Navy Manual als NAVAIR 16-1-520, als Department of the Air Force Manual AFMAN 11-225 und für die FAA als Order 8200.1D referenziert ist.
Die U.S. Militär-Standards (U.S. Mil-Std) für das TACAN-System sind U.S MIL-STD- 291(SHIPS) mit nur 126 x-Pulse-Code-Kanälen, U.S. Mil-Std 291B mit der Erweiterung um zusätzliche 126 y-Pulse-Code-Kanäle und Definitionen für Air-to-Air (A/A)-TACAN-Nutzung, und die aktuelle Version U.S. MIL-STD 291C. Der U.S. Mil-Std 287(A) spezifiziert TACAN-Testsignale.
Für die NATO gibt es die Tacan Policy als NATO-STANAG (NATO Standardization Agreement) 5034 derzeit als Edition 3. Alle Editions sind von der NATO mit einem Geheimhaltungsgrad eingestuft, nur die 1. Draft-Version der STANAG-5034 ist mit dem NATO Unclassified-Status im Internet verfügbar.